# Українці в світі
«Українці в світі» —  проєкт суспільно-політичного та культурно-просвітницького спрямування, ініційований Всеукраїнським громадським об'єднанням «За Помісну Україну!». 
Проєкт був спрямований на піднесення патріотичної свідомості широкого народного загалу.

## Портретна виставка «Свята Русь-Україна»
У межах цього проєкту у липні 2008 в Українському домі було відкрито портретну виставку «Свята Русь-Україна». Акція привернула увагу громадськості до численних відомих і менш відомих постатей історії України, традицій її державності, діячів освіти, науки, медицини, культури і мистецтва, ролі вихідців із України у світових цивілізаційних процесах. 
Електронна версія цієї унікальної виставки досі представлена на вебсайті «Українці в світі». 
У 2011 значна її частина — близько 850 портретних зображень перемістилася до стін Національного технічного університету України «Київський політехнічний інститут».
Принципом виставки була ідея цілісності та неперервності української історичної та культурної традиції. Персоналії не протиставлялися одні іншим, не поділялися на «перших» і «другорядних», а у своїй сукупності виступали знаковим символом Батьківщини.